# Forchtenberg

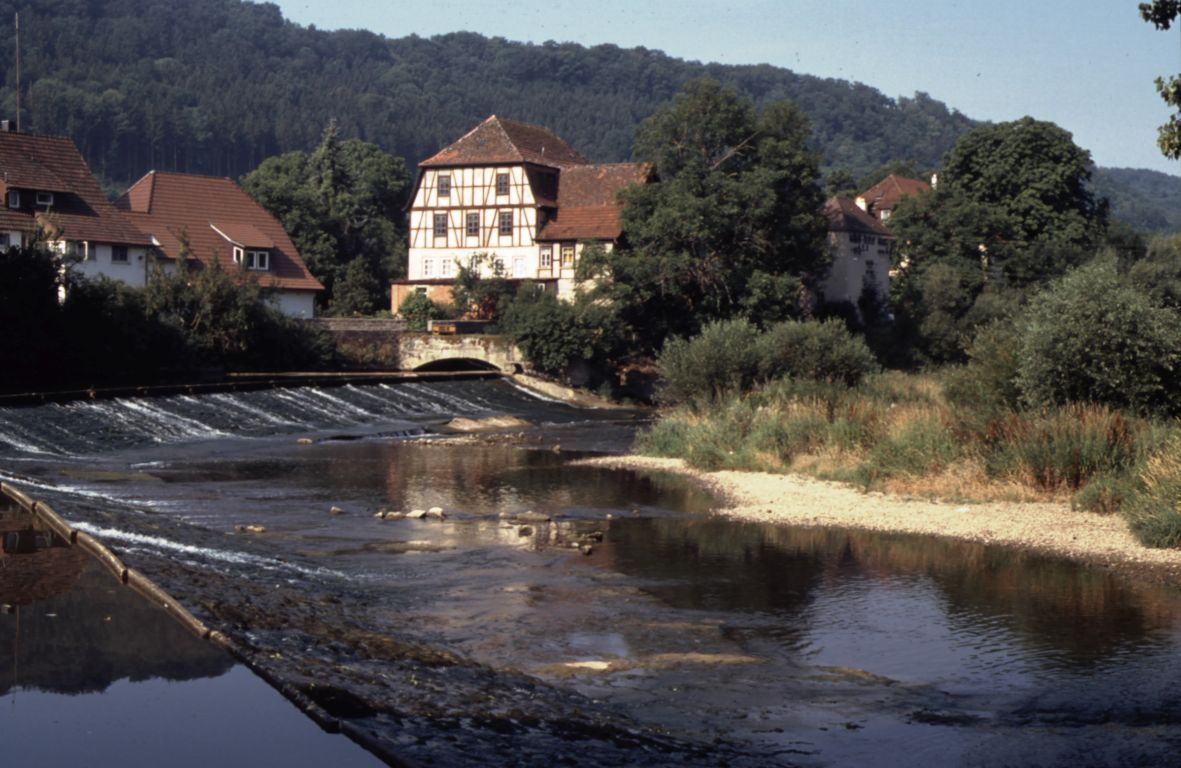
Kocher w Forchtenbergu

Forchtenberg – miasto w Niemczech, w kraju związkowym Badenia-Wirtembergia, w rejencji Stuttgart, w regionie Heilbronn-Franken, w powiecie Hohenlohe, wchodzi w skład związku gmin Mittleres Kochertal. Leży nad rzeką Kocher, ok. 10 km na zachód od Künzelsau.